# Weißenohe
Weißenohe – miejscowość i gmina w Niemczech, w kraju związkowym Bawaria, w rejencji Górna Frankonia, w regionie Oberfranken-West, w powiecie Forchheim, wchodzi w skład wspólnoty administracyjnej Gräfenberg. Leży przy drodze B2 i linii kolejowej Norymberga – Gräfenberg.
Gmina położona jest 18 km na południowy wschód od Forchheimu, 19 km na wschód od Erlangen i 23 km na północny wschód od Norymbergi.

## Dzielnice
W skład gminy wchodzą dwie dzielnice:

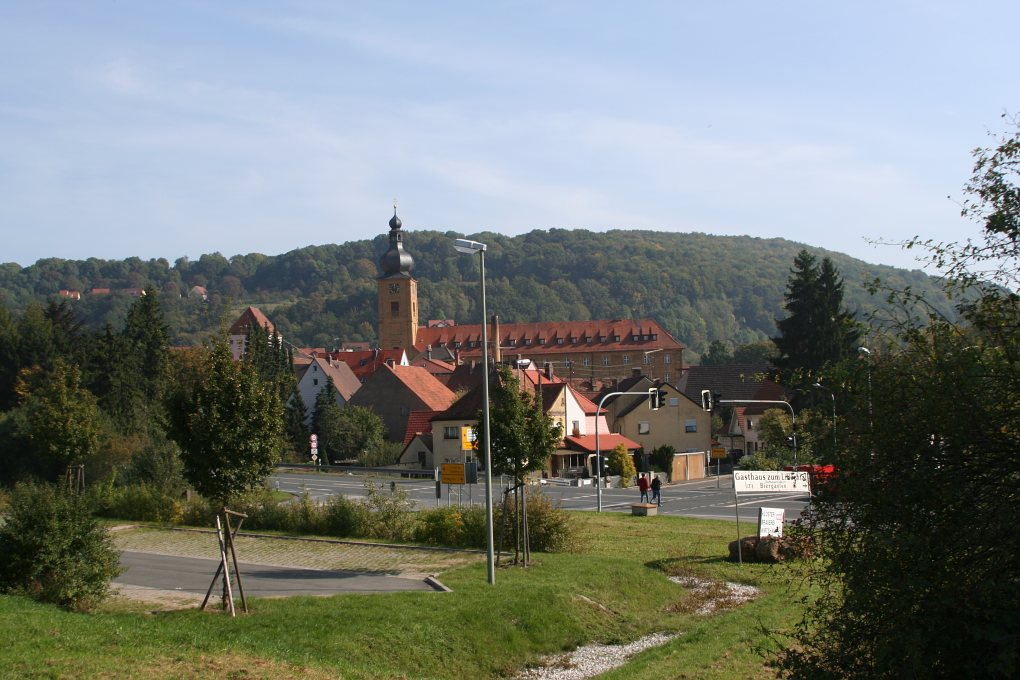
Weißenohe od zachodu

- Dorfhaus
- Weißenohe

## Zabytki i atrakcje
- kościół przyklasztorny